# Estêvão II de Constantinopla
Estêvão II de Constantinopla (em grego medieval: Στέφανος Β΄), também conhecido como Estêvão de Amaseia foi o patriarca de Constantinopla entre 925 e 928 d.C. Estêvão nasceu no Natal de 867 em Amásia, no Ponto e se tornou o bispo local. Ele é considerado um santo pela Igreja Católica, comemorado no dia 18 de julho.
Foi apontado pelo imperador bizantino como um "tampão" até que o candidato que ele realmente queria, Teofilacto, seu filho com Teodora, tivesse idade suficiente. Ele era um eunuco.